# Sono tornato
Pour plus de détails, voir Fiche technique et Distribution.
Sono tornato (littéralement « je suis de retour ») est un film italien réalisé par Luca Miniero, sorti en 2018. Il s'agit d'un remake du film allemand Il est de retour sorti en 2015, lui-même adapté du roman du même nom de Timur Vermes. Dans le film original, Adolf Hitler réapparaît après sa mort - il est ici remplacé par Benito Mussolini, figure du fascisme italien et dirigeant de l'Italie durant la Seconde Guerre mondiale.
Le film débute alors que 72 ans après sa mort, Benito Mussolini réapparaît à Rome, il se réveille dans le lieu de son exécution par les partisans.

## Synopsis
En 2017, Benito Mussolini tombe du ciel devant la Porta Alchemica à Rome sans avoir vieilli d'un seul jour depuis 1945. Initialement désorienté par une société très différente de celle qu'il connaissait, il rencontre l'aspirant réalisateur Andrea Canaletti, récemment licencié de la chaîne My Tv pour laquelle il travaillait et tournait un reportage devant la Porta Alchemica où le dictateur est tombé.
Dans l'intention de s'exploiter mutuellement, Canaletti et Mussolini (que presque tout le monde croit être un simple acteur jouant un rôle) entreprennent un voyage à travers l'Italie : le premier pour tourner un documentaire qui le rendra célèbre, le second pour évaluer l'état d'esprit des Italiens dans l'espoir de reprendre un jour le pouvoir. En voyageant à travers le pays, ils acquièrent rapidement de nombreux partisans jusqu'au jour où la popularité de Mussolini devient telle que l'ambitieuse Katia Bellini, nouvelle directrice de My Tv, décide de créer un spectacle télévisé dédié à ce prétendu dictateur, dont les idées exercent de plus en plus d'influence sur l'imaginaire collectif.
Le spectacle se révèle être un succès international, attirant l'attention des principaux médias étrangers, ce qui apporte le succès à la fois à Mussolini, dont le consensus augmente considérablement, et à Canaletti, réintégré dans l'entreprise et rapidement promu. Seuls quelques-uns osent critiquer la rhétorique fanatique et populiste du dictateur et du cirque médiatique qui l'entoure, et le personnage (toujours considéré comme un sosie et non comme le véritable Mussolini) est célébré au nom de la satire et des besoins de divertissement. Les choses changent cependant de manière dramatique lorsque le vice-directeur de My Tv, désireux de se venger d'avoir été évincé par Bellini, rend public - lors d'un débat entre Mussolini et Enrico Mentana - la vidéo de l'assassinat d'un chien par le dictateur lors de sa tournée en Italie avec Canaletti, ce qui entraîne de vives critiques et le renvoi de Mussolini et de Bellini.
Sans abri ni emploi, Canaletti et Mussolini trouvent refuge temporaire chez la petite amie d'Andrea, Francesca (que Canaletti a justement réussi à séduire grâce à Mussolini), mais là, le dictateur est reconnu par la grand-mère âgée de la jeune fille, survivante de la rafle du ghetto de Rome et de l'internement ultérieur à Auschwitz. Dégoûté par l'idéologie criminelle du dictateur, Canaletti s'éloigne de lui, et un soir, Mussolini, se retrouvant soudainement seul, est violemment battu par quelques hommes masqués : à première vue, il semble s'agir d'une réaction violente d'activistes pour les droits des animaux provoquée par la vidéo de l'assassinat du chien, mais en réalité, c'est une mise en scène orchestrée par Bellini dans le but de revenir sous les feux des projecteurs sur une chaîne de télévision concurrente à My Tv.
Pendant ce temps, en revoyant le matériel de tournage qu'il avait réalisé peu avant sa rencontre avec Mussolini, Canaletti voit l'homme tomber du ciel derrière lui, et se rend sur les lieux de l'événement, comprenant alors que, comme le veut la légende, la Porta Alchemica est un point de contact entre le monde des vivants et l'au-delà ; il réalise alors que celui que tout le monde croyait être un comédien est le véritable Benito Mussolini. Au même moment, Bellini, en exploitant la fausse agression, parvient à revenir dans le monde des médias et à organiser un nouveau spectacle télévisé avec le Duce, obtenant argent et succès ; Canaletti fait irruption sur scène, essayant de convaincre tout le monde qu'il ne s'agit pas simplement d'un acteur, mais - bien qu'ayant l'opportunité de le tuer - il renonce à le faire pour ne pas devenir comme lui, et est arrêté. Désormais totalement réhabilité par les Italiens (y compris la propriétaire du chien qu'il a tué, qui accepte en direct de lui pardonner), Mussolini est prêt à exploiter son charisme et la puissance des médias pour tenter de reprendre le pouvoir.

## Fiche technique
- Titre : Sono tornato
- Réalisation : Luca Miniero
- Scénario : Nicola Guaglianone et Luca Miniero
- Musique : Pasquale Catalano
- Photographie : Guido Michelotti
- Montage : Valentina Mariani
- Production : Marco Cohen, Fabrizio Donvito et Benedetto Habib
- Société de production : Indiana Production
- Pays :  Italie
- Genre : Comédie dramatique et fantastique
- Durée : 100 minutes
- Dates de sortie : 
  -  Italie : 1er février 2018

## Distribution
- Massimo Popolizio : Benito Mussolini
- Frank Matano : Andrea Canaletti
- Stefania Rocca : Katia Bellini
- Gioele Dix : Daniele Leonardi
- Eleonora Belcamino : Francesca
- Ariella Reggio : Nonna Lea
- Massimo De Lorenzo : Giorgio
- Giancarlo Ratti : Mario Capogrossi
- Luca Avagliano : Gianni
- Daniela Airoldi : Laura
- Piera Russo : Carla
- Elena Staropoli : Dada

## Distinctions
Le film a été nommé au David di Donatello du meilleur scénario adapté.